# 八仙山
八仙山（はっせんざん）は、台湾台中市と南投県にまたがる標高2,366mの山である。台湾八景のひとつで、太平山、阿里山と並ぶ台湾三大林場のひとつ。標高は8,000尺だったことから名付られた。